# Richmond (Michigan)
Richmond è un comune degli Stati Uniti d'America, situato nello Stato del Michigan, nella contea di Macomb e in una piccola porzione nella contea di St. Clair.